# Barde (hval)
 For alternative betydninger, se Barde. (Se også artikler, som begynder med Barde)
Hvalbarder er lange hornplader, der hænger ned fra ganen hos bardehvaler. De anvendes i fødesøgningen til at filtrere store mængder vand hvorved små krebsdyr eller fisk kan tilbageholdes. Afhængigt af arten kan en bardeplade blive mellem 0,5 og 3,5 m lang, længst hos grønlandshval.

## Anvendelse
Hvalbarder var tidligere højt værdsat på grund af dets store smidighed og styrke og blev anvendt som afstivende materiale i bl.a. korsetter, flipstivere, paraplystivere og ridepiske. I dag har forskellige typer af plastic og glasfiber overtaget fuldstændigt og på grund af et internationalt forbud mod handel med produkter fra hvaler (CITES-konventionen) anvendes hvalbarder ikke mere.